# デイブ・ピルキー
デイブ・ピルキー(英: Dav Pilkey) (またはデビッド・マレー・デイブ・ピルキー・ジュニア (David Murray "Dav" Pilkey Jr.)をフルネームとして) (1966年3月4日 - )  は、アメリカ合衆国の漫画家、作家、児童文学のイラストレーター。 ピルキーは、児童書シリーズのスーパーヒーロー・パンツマン、およびそのスピンオフ作品である児童向けグラフィックノベルシリーズのドッグマンの著者およびイラストレーターとして最もよく知られている。